# Aorangia obscura
Aorangia obscura là một loài nhện trong họ Amphinectidae. Loài này phân bố ở New Zealand.